# Lamb County
Lamb County je okres ve státě Texas v USA. K roku 2010 zde žilo 13 977 obyvatel. Správním městem okresu je Littlefield. Celková rozloha okresu činí 2 637 km².